# 名古屋市電岩井町線
岩井町線（いわいちょうせん）は、かつて愛知県名古屋市に存在した、名古屋市電の路線（路面電車）の一つである。同市中区にあった大須停留場と、中村区東部にあった水主町停留場を結んでいた。
市中心部の環状線を形成する路線の一つで、環状線の南部に相当する。名古屋市電気局（後の交通局）によって1923年（大正12年）に開業、1972年（昭和47年）に廃止された。

## 路線概況
全長は0.916キロメートル（1962年3月末時点）。全線が複線かつ併用軌道であり、名古屋市道岩井通・日置通線（大須通）上を走行した。
起点は大須停留場で、大須通と南北の本町通が交差する大須交差点にあった。大須通上を上前津方面から西進してきた御黒門線に接続する形で、岩井町線は大須通上を西へ向かっていた。停留場名にある「大須」地区は戦前から昭和30年代にかけては名古屋市内随一の繁華街であった地であり、停留場のある本町通沿いにもアーケード街が伸びる。
国道19号・22号と交差する西大須交差点には西大須停留場が存在した。停留場の北東方向に大須観音が位置する。西大須を過ぎると、堀川を渡る岩井橋にかけて最大33パーミルの下り勾配が続き、熱田台地を下りる。岩井橋を過ぎるとすぐに市道江川線と交差する水主町（かこまち）交差点に出る。交差点には終点の水主町停留場があり、引き続き大須通を西へ向かう水主町延長線に接続していた。また南北の市道江川線上にも市電下江川線があり、交差点には岩井町線・水主町延長線と下江川線の平面交差と、下江川線南側（尾頭橋方面）と岩井町線を繋ぐ複線の連絡線があった。

## 歴史
1898年（明治31年）、名古屋電気鉄道によって名古屋で最初の路面電車栄町線が広小路通に開通する。以後、同社は路線網を徐々に拡大していくが、中でも栄町線以南の地域では1908年（明治41年）に栄町と熱田駅前を上前津経由で結ぶ熱田線が開通、次いで1911年（明治44年）までに栄町線新栄町と上前津・門前町（後の大須）を鶴舞公園前経由で結ぶ公園線・御黒門線や熱田線の西に並行する下江川線が開業した。このうち、御黒門線の終点となった門前町は大須地区の中でも江戸時代の幹線道路本町通沿いに発展した土地である。その西側、岩井町を含む堀川にかけての現在の大須一丁目・二丁目や松原一丁目にあたる地域は江戸期から町屋や武家屋敷が広がっていた。
1921年（大正10年）7月29日、名古屋電気鉄道では門前町（6丁目）から先、西日置町字山王に至る区間の軌道敷設特許を取得した（特許申請は1919年6月7日付）。この区間では、本町通との交差点から江川線道路までを繋ぐ幅員18間（32.73メートル）の道路、通称「岩井線」の新設計画が決定されており、実際に1924年（大正13年）までに竣工をみている。道路整備中の1922年（大正11年）8月1日、名古屋電気鉄道市内線を名古屋市が引き継いで名古屋市電が成立する。市営化後、市ではただちに幹線道路整備に関連した軌道を敷設する「第一期軌道建設改良工事」を立ち上げる。門前町と下江川線水主町停留場とを繋ぐ岩井町線0.962キロメートルの新設もこれに盛り込まれ、1923年（大正12年）11月13日にまず門前町側から岩井町停留場までの東側区間が開業、同年12月22日には水主町停留場までの全線が開通した。
岩井町線開通により、従来名古屋駅前 - 菊井町 - 平田町 - 鶴舞公園 - 門前町（大須）という「コ」の字型で運転されていた系統が門前町から先へ江川線経由で柳橋まで伸ばされた。この系統は柳橋の渡り線整備に伴い1924年3月より名古屋駅前を発着する循環系統となり、以後太平洋戦争後の一時期を除いて1970年（昭和45年）まで運転が続くことになる。また環状線の一角となったほかにも、戦後は名古屋駅前と瑞穂区方面（堀田駅前や新瑞橋）を結ぶ系統が岩井町線を経由した（#運転系統参照）。
名古屋市電は1950年代後半に路線網・輸送人員ともに最盛期を迎えたが、事業の大幅な赤字化や市営バスの急速な拡大、自動車の普及による交通事情の変化など市電を取り巻く環境が変化したとして、市では1965年度（昭和40年度）から段階的な市電の撤去に着手する。さらに1968年（昭和43年）12月には1973年度（昭和48年度）までに市電を全廃すると決定した。岩井町線については、一挙に16.5キロメートルがまとめて廃止された1972年（昭和47年）3月1日付の路線廃止にて全線廃線となっている。

## 停留場
廃線前の段階で、以下の計4停留場が設置されていた。
| 停留場名                                  | キロ程 (km) | 所在地                   | 位置             |
| ----------------------------------------- | ----------- | ------------------------ | ---------------- |
| 大須（おおす）                            | 0.0         | 中区岩井通4丁目・3丁目   | 大須交差点付近   |
| 西大須（にしおおす）                      | 0.3         | 中区岩井通3丁目・2丁目   | 西大須交差点付近 |
| 岩井通一丁目 （いわいどおりいっちょうめ） | 0.6         | 中区岩井通1丁目          | 白山神社前付近   |
| 水主町（かこまち）                        | 0.9         | 中村区日置通2丁目・3丁目 | 水主町交差点付近 |

### 停留場の変遷
（この節の出典はすべて『日本鉄道旅行地図帳』7号57頁である）
- 1923年11月13日 - 路線部分開通に伴い、岩井町を新設（門前町は他線で既設）。
- 1923年12月22日 - 水主町延伸に伴い、水主町を新設。
- 1928年1月6日 - 門前町を大須に改称。米浜町（岩井町 - 水主町間）を新設。
- 1939年3月22日 - 岩井町を金沢町に改称。
- 1944年5月13日 - 金沢町廃止。
- 1946年1月8日 - 米浜町を岩井通二丁目に改称。
- 1948年4月1日 - 岩井通二丁目を西大須に改称。
- 1954年7月1日 - 岩井通一丁目新設。
- 1972年3月1日 - 廃線に伴い全停留場廃止。

### 接続路線
- 大須停留場：市電御黒門線（1923年 - 1972年）
- 水主町停留場：市電下江川線（1923年 - 1971年）・市電水主町延長線（1934年 - 1972年）

## 運転系統

### 1937年時点
1937年（昭和12年）8月時点において岩井町線で運行されていた運転系統は以下の通り。〔太字〕で示した範囲は線内を走行する区間を指す。
- 浄心前 - 明道橋 - 柳橋 -〔水主町 - 大須〕- 上前津 - 熱田伝馬町 - 内田橋
- 浄心前 - 菊井町 - 名古屋駅前 - 柳橋 -〔水主町 - 大須〕- 上前津 - 熱田伝馬町
- 名古屋駅前 - 柳橋 -〔水主町 - 大須〕- 上前津 - 鶴舞公園 - 平田町 - 菊井町 - 名古屋駅前
- 尾頭橋 -〔水主町 - 大須〕- 上前津 - 鶴舞公園 - 平田町 - 赤塚 - 大曽根
- 六反小学校前 -〔水主町 - 大須〕- 上前津 - 鶴舞公園 - 高辻 - 堀田駅前

### 1952年時点
1952年（昭和27年）3月時点において岩井町線で運行されていた運転系統は以下の通り。〔太字〕で示した範囲は線内を走行する区間を指す。
- 3号系統：名古屋駅前 - 笹島町 -〔水主町 - 大須〕- 上前津 - 鶴舞公園 - 平田町 - 東片端 - 明道町 - 菊井町 - 那古野町 - 名古屋駅前
- 14号系統：尾頭橋 -〔水主町 - 大須〕- 上前津 - 鶴舞公園 - 平田町 - 赤塚 - 大曽根
- 30号系統：名古屋駅前 - 笹島町 -〔水主町 - 大須〕- 上前津 - 鶴舞公園 - 高辻 - 堀田駅前
- 35号系統：笹島町 -〔水主町 - 大須〕- 上前津 - 鶴舞公園 - 高辻 - 桜山町

### 1961年以降
1961年（昭和36年）4月時点において岩井町線で運行されていた運転系統は以下の通り。〔太字〕で示した範囲は線内を走行する区間を指す。
- 3号系統：名古屋駅前 - 笹島町 -〔水主町 - 大須〕- 上前津 - 鶴舞公園 - 平田町 - 東片端 - 明道町 - 菊井町 - 那古野町 - 名古屋駅前
- 30号系統：名古屋駅前 - 笹島町 -〔水主町 - 大須〕- 上前津 - 鶴舞公園 - 高辻 - 堀田駅前
- 35号系統：名古屋駅前 - 笹島町 -〔水主町 - 大須〕- 上前津 - 鶴舞公園 - 高辻 - 桜山町 - 瑞穂通三丁目 -  新瑞橋
- 80号系統：八熊通 - 尾頭橋 -〔水主町 - 大須〕- 上前津 - 鶴舞公園 - 平田町 - 赤塚 - 大曽根 - 上飯田

上記4系統のうち、最初に廃止されたのは名古屋駅前発着循環系統の3号系統および八熊通 - 上飯田間の80号系統で、公園線の部分廃止に伴い1970年（昭和45年）4月1日付で消滅する。一方、30号系統および35号系統は1972年3月1日付の路線廃止まで存続した。

## 利用動向

### 1959年調査
1959年（昭和34年）6月11日木曜日に実施された市電全線の利用動向調査によると、岩井町線内4停留場の方向別乗車人員・降車人員ならびに停留場間の通過人員は下表の通りであった。
| 停留場名     | 乗車人員 | 乗車人員 | 乗車人員 | 降車人員 | 降車人員 | 降車人員 | 停留場間通過人員 | 停留場間通過人員 |
| 停留場名     | ▼西行    | ▲東行    | 合計     | ▼西行    | ▲東行    | 合計     | ▼西行            | ▲東行            |
| ------------ | -------- | -------- | -------- | -------- | -------- | -------- | ---------------- | ---------------- |
| 大須         | 1,097    | 終点     | (2,325)  | 起点     | 1,126    | (2,545)  | 12,572           | 11,607           |
| 西大須       | 1,087    | 1,182    | 2,269    | 1,184    | 951      | 2,135    | 12,572           | 11,607           |
| 西大須       | 1,087    | 1,182    | 2,269    | 1,184    | 951      | 2,135    | 12,475           | 11,376           |
| 岩井通一丁目 | 692      | 737      | 1,429    | 958      | 547      | 1,505    | 12,475           | 11,376           |
| 岩井通一丁目 | 692      | 737      | 1,429    | 958      | 547      | 1,505    | 12,209           | 11,186           |
| 水主町       | 終点     | 1,579    | (4,428)  | 1,674    | 起点647  | (4,468)  | 12,209           | 11,186           |

- 備考
  - 大須・水主町の乗車人員・降車人員合計値は他線区の数値を含む。
  - 大須をまたいで御黒門線（上前津以遠）と直通する乗客は、西行11,475人・東行10,481人。
  - 水主町をまたいで水主町延長線（六反小学校前以遠）と直通する乗客は、西行7,173人・東行6,403人。
  - 水主町をまたいで下江川線（日置橋以遠）と直通する乗客は、西行3,362人・東行3,204人。

### 1966年調査
1966年（昭和41年）11月8日火曜日に実施された市電全線の利用動向調査によると、岩井町線内4停留場の方向別乗車人員・降車人員ならびに停留場間の通過人員は下表の通りであった。
| 停留場名     | 乗車人員 | 乗車人員 | 乗車人員 | 降車人員 | 降車人員 | 降車人員 | 停留場間通過人員 | 停留場間通過人員 |
| 停留場名     | ▼西行    | ▲東行    | 合計     | ▼西行    | ▲東行    | 合計     | ▼西行            | ▲東行            |
| ------------ | -------- | -------- | -------- | -------- | -------- | -------- | ---------------- | ---------------- |
| 大須         | 669      | 終点     | (1,414)  | 起点     | 764      | (1,464)  | 7,529            | 8,070            |
| 西大須       | 709      | 723      | 1,432    | 648      | 929      | 1,577    | 7,529            | 8,070            |
| 西大須       | 709      | 723      | 1,432    | 648      | 929      | 1,577    | 7,590            | 8,276            |
| 岩井通一丁目 | 473      | 487      | 960      | 531      | 433      | 964      | 7,590            | 8,276            |
| 岩井通一丁目 | 473      | 487      | 960      | 531      | 433      | 964      | 7,532            | 8,222            |
| 水主町       | 終点     | 851      | (2,593)  | 891      | 起点     | (2,687)  | 7,532            | 8,222            |

- 備考
  - 大須・水主町の乗車人員・降車人員合計値は他線区の数値を含む。
  - 大須をまたいで御黒門線（上前津以遠）と直通する乗客は、西行6,860人・東行7,306人。
  - 水主町をまたいで水主町延長線（六反小学校前以遠）と直通する乗客は、西行4,773人・東行5,435人。
  - 水主町をまたいで下江川線（日置橋以遠）と直通する乗客は、西行1,868人・東行1,936人。